# Meven Mordiern
René Le Roux o Meven Mordiern en bretón (1878- Quintin, Côtes-d'Armor, 1949), fue un escritor francés en lengua bretona. Se le considera como el creador del bretón moderno junto con Fañch Vallée.
Nació fuera de Bretaña, de una familia originaria de Burdeos sin antecedentes bretones y aprendió el bretón ya en edad adulta. Fue el principal instigador del movimiento de creación masiva de neologismos a partir de raíces célticas, siguiendo el modelo del esperanto. 
Con la colaboración de Fañch Vallée escribió Istor ar Bed (Historia del mundo) y otras obras publicadas en la revista Gwalarn. También con Fañch Vallée dirigió una Istor ar Gelted (Historia de los celtas) publicada por Skridoù Breizh en 1944. En los últimos años de su vida perdió casi todas sus posesiones y murió en la miseria. Como desafío al gobierno de Francia, legó su biblioteca al gobierno de los EE. UU..

## Obra
- Sketla Segobrani. 3 levr moulet e ti Rene Prud'homme. Saint-Brieuc, 1923, 3 vols., con Fañch Vallée, James Bouillé, Émile Ernault
- Notennou Diwar-Benn - Ar Gelted Koz - O Istor hag o Sevenadur Paris, ed. de Bretagne, 1944, con Fañch Vallée
- Notennou Diwar-Benn ar Gelted-Koz o istor hag o sevenadur. Paris, Edition de la Bretagne, 1946.
- Istor eur c'halvedigez, Mouladurioù Hor Yezh, 1986.
- Envorennoù bugeliez Lod. 2, Hor yezh, 2000.
- E fealded va c'houn hag e padelezh va c'harantez. Lesneven, Hor yezh, 2001.

- Datos: Q3307660
- Multimedia: Meven Mordiern / Q3307660